# Li Kotomi
Li Qinfeng (chinois traditionnel : 李琴峰), aussi connue sous son nom de plume Li Kotomi (りことみ), est une traductrice, essayiste, et auteure de la littérature japonaise, née à Taiwan le 26 décembre 1989. 

## Biographie
Ayant le mandarin comme langue maternelle, elle apprend le Japonais à partir de ses 15 ans lors de sa scolarité dans le secondaire puis à l'Université nationale de Taïwan. C'est en premier lieu en raison de son attirance pour la culture populaire japonaise qu'elle fait le choix d'apprendre cette langue. C'est lors de sa scolarité au lycée qu'elle prend conscience de son homosexualité, qu'elle cache jusqu'à son entrée à l'université. Elle déménage à Tokyo en 2013 lors de ses études à Université Waseda, puis y reste dans un cadre professionnel. 

## Œuvres littéraires
Elle publie son premier roman « 独り舞 » (Hitorimai, Danse solitaire) en 2017, ce qui lui vaut de remporter le Prix Gunzō. Dans ce récit initiatique intégrant des réflexions autobiographiques de l'auteure, le récit suit le parcours de Cho Norie qui découvre son homosexualité en grandissant à Taiwan puis dans le monde du travail japonais, et se questionne sur la mort et le suicide.
Son roman « 五つ数えれば三日月が » (Itsutsu kazoereba mikazuki ga, Si l’on compte jusqu’à 5, le croissant de lune...) lui vaut d'être intégré à la pré-sélection du prix Akutagawa en 2019.
Elle publie « 彼岸花が咲く島 » ("Higanbana ga Saku Shima", l'île où pousse l'Higanbana) en 2021 qui lui permet de remporter le 165e Prix Akutagawa la même année, qu'elle partage avec Mai Ishizawa (ja). Elle est alors la seconde auteure dont la langue maternelle n'est pas le japonais à remporter le principal prix littéraire du pays, après Yang Yi en 2008. Cette œuvre traite de l'histoire d'une jeune fille qui arrive sur une ile fictive, dont la société à majorité composée de femmes peine sur les questions liées à l'égalité des sexes. Elle y utilise trois langues fictionnelles pour renforcer la dimension étrangère de l'île, les habitants de cette ile usant de ces langues en fonction de leur sexe. Le décor du récit est lui inspiré de l'ile de Yonaguni, dont la culture est réputée être plus proche de celle de Taiwan que de celle du Japon.